# Baniana crucilla
Baniana crucilla är en fjärilsart som beskrevs av William Schaus 1914. Baniana crucilla ingår i släktet Baniana och familjen nattflyn. Inga underarter finns listade i Catalogue of Life.